# María Castilla
María Castilla (Bogotá, 1975) es una escritora colombiana. Estudió literatura en la Universidad Javeriana, trabajó en varias editoriales y en Fundalectura y ha publicado poemas en varias revistas. En la actualidad estudia literatura comparada e historia del arte en la Universidad Ludwig-Maximilian de Múnich. 
Participó en la antología de relatos de mujeres La vida te despeina (Planeta) y Señales de ruta (Antología de cuento colombiano. Arango Editores). Su primera novela es Como los perros, felices sin motivo una novela ambientada en Bogotá, Colombia; Madrid y Barcelona en España y en varias ciudades alemanas como Múnich. El desamor, la botánica y el coleccionismo de antigüedades y libros son algunos de los temas que atraviesan la novela.